# Збагачення з використанням вибіркового характеру фазових переходів компонентів корисної копалини
Збага́чення з використа́нням вибірко́вого хара́ктеру фа́зових перехо́дів компоне́нтів ко́ри́сної копа́лини — спеціальний метод збагачення.
У традиційних методах збагачення компоненти, що розділяються, перебувають у твердому стані. Обов'язковою умовою комбінованих методів є:
- переведення одного з компонентів в інший, рухливіший фазовий стан (розчин, розплав, газ);
- виділення різнорідних фаз у різнорідні продукти.

Можливі такі поєднання фаз:
- рідкої і твердої;
- твердої і газоподібної;
- рідкої і газоподібної.

У практиці широко застосовуються процеси з використанням рідкої і твердої фаз, оскільки при цьому потрібні менші витрати енергії і легше їх розділяти. Загальна схема комбінованих методів збагачення корисних копалин включає такі операції:
- підготовку корисної копалини до переведення компонентів (компонента) в інший фазовий стан;
- селективне переведення компонента в інший фазовий стан за допомогою робочих агентів;
- розділення компонентів;
- переведення речовини, що містить цінний компонент, у форму, зручну для подальшого використання.
- регенерація робочих агентів і повернення їх у процес.

Сьогодні комбіновані методи збагачення використовуються при переробці окиснених руд, промпродуктів, які мають важку збагачуваність, руд у старих відвалах, при доведенні концентратів, переробці легкорозчинних руд. Широке застосування цих методів стримується низькими швидкостями фазових переходів. Основною операцією комбінованих методів збагачення є переведення компонентів у рухливий фазовий стан: рідкий (розчин, розплав), газоподібний, пульпоподібний.
Переведення твердої фази у розчин є найхарактернішим методом забезпечення рухливості компонента. Розрізнюють фізичне і хімічне розчинення. У першому випадку компонент не змінює складу (KCl, NaCl), у другому - змінює. При цьому розчинниками можуть бути кислоти, луги. Хімічне розчинення відбувається внаслідок обмінних реакцій, окиснювально-відновних і реакцій комплексоутворення. Прикладом застосування цього методу може бути сірчанокислотне вилуговування уранових руд:
Оксид урану, що знаходиться в твердому стані, переводиться в рідкий фазовий стан UO2SO4, з якого урановий компонент легко вилучається.
Переведення твердої фази у розплав здійснюється за рахунок термічного впливу на корисну копалину шляхом підведення до неї теплоносіїв (гаряча вода, пара, газ) або ж її окиснення з виділенням тепла (горіння).
Переведення твердого компонента у газ. У газоподібній формі відділення корисного компонента значно полегшується. Однак переведення компонента в газоподібний стан вимагає додаткових витрат. Процес застосовується при підземному спалюванні сірки, газифікації вугілля і сланців.
При підземному спалюванні сірки утворюється сірчистий ангідрид (SO2), необхідний для виробництва сірчаної кислоти. Технологія газифікації сірки полягає в розігріванні частини пласта до температури плавлення і випаровування. Пара змішується з окисником і прогрівається до температури запалення сірки (465 °C). Температуру регулюють швидкістю підведення окисника, так щоб вона не перевищувала 700 °C (температура розкладання вмісних вапнякових порід).
Підземна газифікація вугілля служить для перетворення вугілля в горючі гази, що використовуються для енергетичних цілей. Підземна газифікація проводиться в частині пласта, який називають підземним газогенератором. Основний елемент газогенератора - канал газифікації, що включає такі зони: розігрівання, горіння, коксування, сушки. Розрізнюють 3 основних фази газифікації вугілля: 
- реаґування вуглецю (вугілля) з киснем (оксиґеном) і водяною парою.
- взаємодія компонентів газу між собою.
- термічна переробка вугілля з виділенням летких речовин.